# Declaración de Lisboa
La Declaración de Lisboa de 1980 fue un principio de acuerdo a través del cual España se comprometía a poner fin al cierre de la Verja de Gibraltar, así como este país y el Reino Unido se comprometían a solucionar sus divergencias sobre Gibraltar.

## Historia
Tras las elecciones generales de 1979 y la llegada del gobierno de Adolfo Suárez, el cierre de la frontera establecido en junio de 1969 por Francisco Franco, permaneció. El 18 de noviembre de 1976, la Asamblea General de la ONU, había llamado a los Gobiernos español y británico al inicio de negociaciones sobre el problema de Gibraltar. 
Finalmente el 10 de abril de 1980 el ministro de Exteriores de España, Marcelino Oreja, y su homólogo de Gran Bretaña, Peter Carington, firmaron la Declaración de Lisboa, comprometiéndose a resolver el problema de Gibraltar y acordando restablecer las comunicaciones directas en la región. En concreto el punto 3 de la declaración afirmaba:

3. Los dos Gobiernos han acordado el restablecimiento de comunicaciones directas en la región. El Gobierno español ha decidido suspender la aplicación de las medidas actuales en vigor. Ambos Gobiernos han acordado que la futura cooperación estará basada en la reciprocidad y la plena igualdad de derechos. Ambos valoran y contemplan con interés los pasos que se irán adoptando por una y otra parte, y que a su juicio abrirán el camino hacia un entendimiento más estrecho entre aquellos directamente afectados en el área.

Sin embargo, no se llevó a la práctica de forma inmediata. Se puso fin al cierre de la frontera para el tránsito de peatones el 14 de diciembre de 1982, al inicio de la presidencia española de Felipe González, pero manteniéndose el resto de las restricciones en la comunicación iniciadas con el cierre de 1969. En noviembre de 1984 se dio lugar a la Declaración de Bruselas, cuyo único punto programático fue la puesta en marcha de lo acordado en la Declaración de Lisboa.